# Forat analògic
El forat analògic ("Analog Hole") és una vulnerabilitat en la protecció dels drets sobre els continguts audiovisuals. Ignora tots els sistemes de seguretat anticopia digitals, permetent fer còpies il·legals de qualsevol contingut que pugui ser vist o escoltat.

## Procés
Es basa en el fet que qualsevol arxiu digital que contingui informació audiovisual ha de convertir-se a analògic per a poder ser reproduït, ja que els nostres sentits són analògics. Mentre s'està reproduint no és possible protegir ni encriptar el contingut, que podrà ser reconvertit a forma digital sense cap mena de restricció. Trobem un exemple de forat analògic en els sistemes anti-còpia dels DVD de pel·lícules. Per molt eficients que siguin, no es pot evitar que algú enregistri amb una càmera el dia de l'estrena, gravi el contingut i els distribueixi posteriorment. Malgrat els mecanismes per controlar les còpies digitals i de software, si la música es pot escoltar per altaveus també pot ser gravada. De la mateixa manera que un text pot ser imprès o projectat, també pot ser escanejat i reconegut. Però, degut a la seva interactivitat, el software no es pot copiar de la mateixa manera.

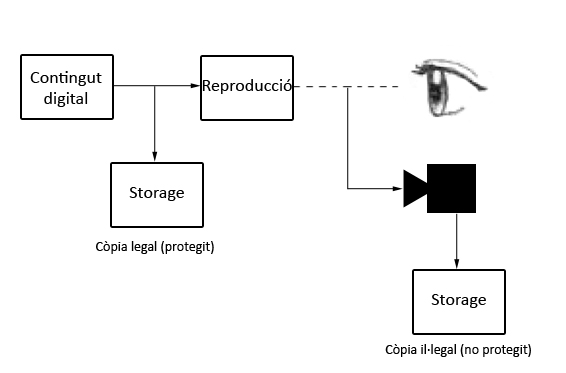
Procés Forat analògic

## Història
El terme "Forat Analògic" va ser popularitzat el 2002 per Motion Picture Association of America (MPAA), que representa a les principals companyies cinematogràfiques dels EUA durant discursos i propostes legislatives, i pretén incorporar canvis en la legislació per tal de regular les companyies tecnològiques relacionades amb sortides de vídeo analògiques, incloent-hi targetes de vídeo, gravadors de vídeo (VCR's) i gravadors de vídeo digitals (PVR's o DVR's) entre d'altres. Per llei, totes les tecnologies de conversió analògic-digital haurien de seguir el copyright.

## Sistemes de protecció
Totes les còpies creades que aprofiten el forat analògic presenten un deteriorament en la qualitat del contingut. Per aquest motiu, resulten fàcils d'identificar perquè contenen àudio i vídeo d'inferior qualitat.
El forat analògic permet crear còpies sense restriccions de seguretat; en conseqüència les editorials que gestionen drets digitals DRM "Digital Rights Management", juntament amb la MPAA, veuen necessari actuar en aquest punt i imposar un conjunt de restriccions que els permeti controlar la pirateria. Amb la proposta The Digital Transition Content Security Act, introduïda l'any 2005 i més coneguda com a "Analog Hole Bill", es pretén incorporar restriccions de disseny als fabricants d'aparells amb conversors A/D i D/A, per tal que introdueixin filigranes digitals invisibles als senyals.
Això no obstant, també s'han investigat altres propostes que podrien ser implementades sense legislació:
- Els senyals analògics poden ser degradats de manera que interfereixin o confonguin alguns aparells de gravació. Per exemple, Macrovision intenta deteriorar la gravació a través de gravadors de vídeo (VCR's) amb l'ús d'un senyal deliberadament distorsionat a la sortida, afectant al control automàtic de vídeo i causant que la brillantor de la pantalla canviï de manera incontrolada. D'aquesta manera les còpies resulten impossibles de veure.

- Els fabricants d'aparells de gravació podrien incorporar voluntàriament als seus dissenys una filigrana invisible en els convertidors (A/D), Macrovision, CGMS-A o un nou sistema anomenat VEIL i limitar la gravació mitjançant contractes privats.

- Els fabricants d'aparells Set-top box poden ser contractats per integrar en els seus dissenys l'opció d'inutilitzar sortides analògiques, i degradar la qualitat del senyal durant l'emissió de determinats programes. Aquesta capacitat és un exemple de "Selectable Output Control". Una emissora podria prevenir tota gravació dels programes emesos indicant als aparells receptors l'ordre de rebuig.

## Enginyeria vs. oferta i demanda
La MPAA ha fet del Forat Analògic un tema prioritari legislatiu. El concepte és simple: la majoria dels aparells digitals, DVD's, cd's, discs durs per gravar com TiVo, o sintonitzadors de televisió, contenen sortides analògiques i digitals. La sortida analògica inclou vídeo compost (un simple jack groc RCA), video en components (un trio de RCA jacks, usualment, verd, blau i vermell, i S-Video (un multipin jack)). Aquests jacks permeten als consumidors connectar fàcilment els moderns aparells digitals a altres aparells anteriors. Els nous productes encripten les sortides digitals. La llista inclou reproductors de DVD's d'àudio, Blu-ray Disc per reproductors HD, la majoria de DVD's d'alta definició, etc. són uns dels exemples que estan apareixent al mercat. Les sortides analògiques, per altra banda, no poden ser encriptades sense eliminar la retrocompatibilitat amb aparells antics.

## Llei de drets d'autor vs. tècniques particulars
La llei de drets d'autor ha estat definida en termes de definicions generals d'infringiment en qualsevol medi concret. Aquesta llei es concentra clàssicament en si hi ha o no infringiment, en comptes de concentrar-se en tècniques particulars d'enginyeria. Detectar l'infringiment dins el sistema social i legal evita un llegat que prohibeixi genèricament, universalment, popularment, pràcticament, i possiblement tècniques d'enginyeria incontrolades en resposta al mal ús.

## Consumidors vs. equipament professional
En qualsevol medi de protecció de còpies, hi ha dos nivells diferenciats: el consumidor, que pot incloure protecció de còpies, i el professional, que per necessitat permet un accés que està per sobre de la protecció de còpies. A qui es venen els aparells professionals, les patents i termes de llicències involucrades, és la qüestió, cosa que es contradiu amb la noció de prohibir propietats físiques de l'electricitat.
En la majoria de països, la venda d'aparells professionals no està regulada, però el consumidor de classe mitjana no es pot permetre la compra dels aparells catalogats "no per consumidors" pel simple fet dels preus desorbitats d'aquests. Però a vegades, l'alt preu d'aquests aparells no és raó suficient per a les organitzacions de pirateria, que veuen una bona recuperació de la seva inversió.